# Jægerspris slot

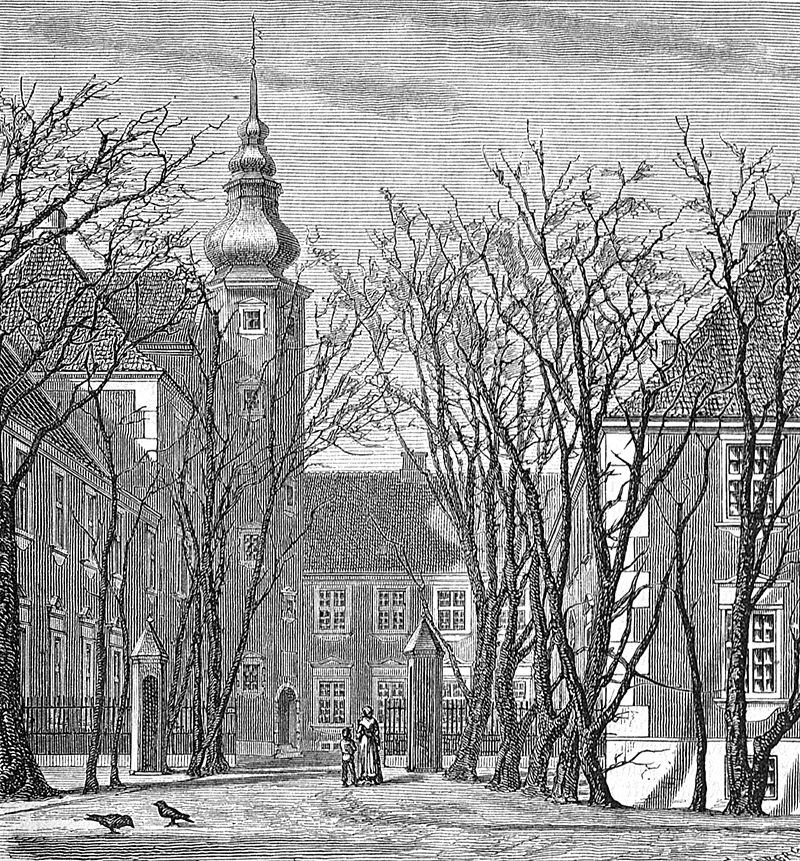
Jægerspris Slot omstreeks 1870

Jægerspris slot is een slot in de Deense plaats Jægerspris en is rond 1400 gebouwd. Sindsdien is het slot diverse malen uitgebreid en was voor het grootste deel van zijn bestaan in het bezit van het Deense koningshuis.
In 1673 kwam het slot in het bezit van Vincents von Hahn die het slot in 1677 zijn huidige naam gaf. Voor 1677 heette het slot Abrahamstrup. Men vermoedt dat het slot is vernoemd naar Abel, de zoon van koning Valdemar II (1170-1241). In 1679 kwam het slot in het bezit van koning Frederik IV van Denemarken, die er zijn zomerhuis van maakte.
Toen koning Frederik VII van Denemarken in 1863 stierf kwam het slot in het bezit van zijn vrouw Louise Rasmussen (beter bekend als Grevinde Danner). In 1867 zette Grevinde Danner een kinderopvangtehuis op in de voormalige cavalerievleugel.
Een half jaar voor haar dood in 1874 besliste Grevinde Danner dat het slot na haar dood gebruikt moest worden voor de opvang van arme (wees)meisjes.
Tegenwoordig bevinden zich in het slot een museum en een sociaal opvangtehuis. In verschillende andere gebouwen elders op het landgoed Jægerspris bevinden zich ook sociale opvangtehuizen.